# Det elektriske Hus
Det elektriske Hus er en amerikansk stumfilm fra 1922 af Buster Keaton og Edward F. Cline.

## Medvirkende
- Buster Keaton
- Virginia Fox
- Joe Keaton
- Louise Keaton
- Myra Keaton
- Joe Roberts